# Eurybia (planta)
Eurybia és un gènere de plantes asteràcies que anteriorment estava inclòs en el gènere Aster. Totes les espècies són plantes natives d'Amèrica del Nord però algunes es troben a Euràsia. El nom del gènere va ser aplicat primer per Alexandre de Cassini el 1820. La seva etimologia és del grec ευρυς (eurys), que significa 'ample', i βαιος (baios), que significa 'poc',potser referint-se al seu petit nombre de flòsculs.